# VIII. Mikhaél bizánci császár
VIII. Mikhaél Palaiologosz, magyarosan VIII. Mihály (görögül: Μιχαήλ Η΄ Παλαιολόγος), (Nikaiai Császárság, 1224 – Trákia, 1282. december 11.), uralkodott: 1261-1282) bizánci császár, Konstantinápoly visszafoglalója, a Palaiologosz-dinasztia alapítója.

## Élete

### Származása
Mikhaél III. Alexiosz bizánci császár egyik dédunokája volt. A keresztesek még jóval születése előtt 1204. április 13-án elfoglalták Konstantinápolyt és a Bizánci Birodalom romjain létrehozták a Konstantinápolyi Latin Császárságot. Ezzel párhuzamosan a Bizánci Birodalom területein három görög utódállam is megszületett: a Nikaiai Császárság, az Epiruszi Despotátus és a Trapezunti Császárság. Mikhaél apja III. Ióannész nikaiai császárt szolgálta Makedónia kormányzójaként valamint a hadsereg főparancsnokaként.

### Útja a trónig
Előkelő származása miatt Mikhaél jó neveltetésben és kiképzésben részesült, és már fiatalon elkezdhette építeni katonai karrierjét. Ám hűségét Joannész, majd utódja II. Theodórosz is kétségbe vonta, így egy időre az Ikóniumi Szultánságba menekült. Theodórosz korai halála után azonban ő lett a gyermek IV. Ióannész nevében uralkodó régens.

### Konstantinápoly visszafoglalása és társcsászárának elűzése
Mikhaél hamarosan társcsászárrá nyilvánította magát, és 1259-ben legyőzte az Epiruszi Despotátust és szövetségeseit. 1260-ban Konstantinápolyt is megostromolta; a sikertelen ostrom fegyverszünettel ért véget.
1261-ben szövetségre lépett a Latin Császárságban hagyományosan erős befolyással rendelkező Velence fő riválisával, a Genovai Köztársasággal. A genovaiak segítségére azonban végül nem lett szüksége, mert a Konstantinápoly környékére küldött felderítőinek helyi parasztok megmutatták a várba vezető titkos utakat, és elárulták, hogy odabent éppen kevés védő tartózkodik. Hadvezére, Alexiosz Sztrategopoulosz kihasználta a kedvező alkalmat, és 1261. július 25-én éjjel elfoglalta a várost. Konstantinápoly megszerzése után Mikhaél megvakíttatta és száműzte 11 éves társcsászárát, Ióannészt, hogy egyedül uralkodhasson.

### Uralkodása
Konstantinápoly visszaszerezését követően, hamarosan a nyugati ügyek felé fordult. Rájött, hogy IV. Márton pápa, a szicíliai I. (Anjou) Károly és a velenceiek, azaz Bizánc itáliai birtokainak szomszédai egységesen fognak fellépni vele szemben, tehát igyekezett, hogy a nyugati veszedelmet elhárítsa, de Manuél hibáinak elkövetése nélkül: megpróbálta megosztani az ellenfeleit.
Közben, 1265-ben Bizáncot megtámadták a mongolok. A megvert császár a mongolok kegyét keresve adót fizetett Nogaj kánnnak, az Arany Horda vezetőjének, és feleségül adta hozzá Eufrozina leányát.
Hogy a pápát maga oldalára állítsa, elhatározta, hogy egyesíti a katolikus és az ortodox egyházat. A gyenge lábakon álló uniót 1274-ben mondta ki a Lyonban tartott zsinat. Hazájában ezért sok elégedetlenkedő ortodoxot kellett bebörtönöznie, ráadásul a szövetség, amit így megtépázott, újra helyreállt, és a pápa kiközösítette őt.
Hogy meggyengítse ellenfeleit, igazi bizánci diplomáciával rávette az aragóniai királyt, III. Pétert, hogy támadjon Szicíliára, miközben a szicíliaiak fellázadtak, és lemészárolták a helyi franciákat (1282, szicíliai vecsernye). (Mellesleg Károly és utódai továbbra is a Nápolyi Királyság urai maradtak, egészen 1442-ig, amikor III. Péter utódai egyesítették a szétszakított országot.)
A Mikhaél által alapított Palaiologosz-dinasztia uralta a görög birodalmat egészen annak bukásáig, tehát összesen 192 éven át.